# Арци (Алба)
Арци (рум. Arți) насеље је у Румунији у округу Алба у општини Шугаг. Општина се налази на надморској висини од 1091 m.

## Становништво
Према подацима из 2002. године у насељу је живело 307 становника, од којих су сви румунске националности.